# A Morte da Águia
A Morte da Águia (Śmierć orła) – poemat epicki portugalskiego poety Jaimego Cortesãa, opublikowany po raz pierwszy w 1910. Utwór składa się z siedmiu pieśni. Noszą one tytuły kolejno: O despertar de um deus, Hino á montanha, A árvore trájica, A vida heroica, Canto V: O canto das águias, Canto VI: A tempestade, A morte da águia. Utwór jest napisany przy użyciu różnych strof, między innymi tercyny.